# Jesús María Zamora
Jesús María Zamora Ansorena, (Rentería, Guipúzcoa, 1 de enero de 1955) es un exfutbolista español que jugó en la Real Sociedad de San Sebastián en las décadas de 1970 y 1980. Fue uno de los jugadores destacados de la Real Sociedad que ganó dos títulos de Liga y uno de Copa del Rey durante la década de los ochenta y uno de los que más partidos ha jugado defendiendo la camiseta de este club.

## Trayectoria

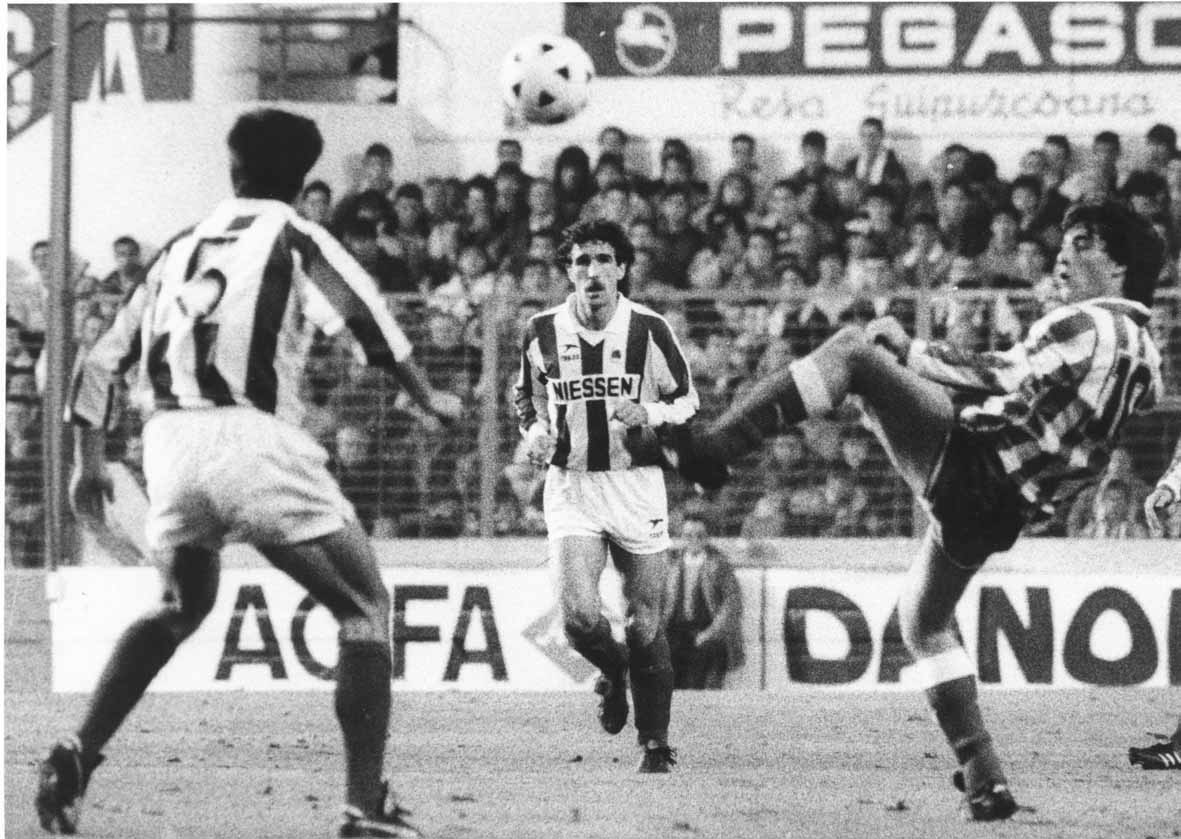
Jesus Mari Zamora en una de sus dos últimas temporadas como jugador de la Real.

Producto de la cantera guipuzcoana comenzó a jugar en el Don Bosco de su localidad natal, del que fue fichado para el filial de la Real Sociedad, el San Sebastián CF en 1973. Jugó una temporada en el Sanse antes de saltar al primer equipo en 1974. Debutó con la Real apenás cumplidos los 20 años a principios de 1975. La temporada 1975-1976 ya estaba asentado como titular indiscutible del equipo en el medio del campo, puesto que mantendría durante 14 temporadas. En todos estos años solo una serie de lesiones en la temporada 1982-83 lograron apartarle temporalmente durante unos meses del equipo.
Zamora era el organizador del equipo desde el centro del campo. Se caracterizaba por su alta calidad, siendo un jugador completo que abarcaba todas las facetas del juego. Fue el director de orquesta del mejor equipo que ha tenido en su historia la Real Sociedad con jugadores como Arconada, Satrústegui, López Ufarte o Bakero entre otros.
Entre todos lograron varios éxitos sobresalientes, empezando por el subcampeonato de Liga de 1979-80 (con un récord de imbatibilidad en la Liga Española aun vigente), las dos Ligas consecutivas de 1981 y 1982, la Supercopa de 1982, las semifinales de la Copa de Europa en 1983, la Copa del Rey de 1987 o el doble subcampeonato de Liga y Copa de 1988. A nivel personal Zamora es recordado por la afición donostiarra como el autor del gol que valió in extremis el título de Liga de 1981. Ese gol se marcó en el embarrado campo de El Molinón de Gijón, un 26 de abril de 1981 y supuso el empate a 2 con el Sporting que valía a la postre el título de Liga. El gol se marcó casi al final del partido por Zamora cuando el Real Madrid Club de Fútbol ya estaba festejando el título de Liga. Los aficionados de la Real Sociedad conocen aquel famoso gol popularmente como el gol de Zamora.
Zamora se retiró en 1989 tras 14 temporadas en primera División con la Real Sociedad, y 455 partidos disputados (es uno de los jugadores que más partido de Liga ha disputado con la Real). En total disputó 588 partidos oficiales con la Real sumando los de Liga, Copa del Rey, Supercopa, Copa de la Liga, Copa de Europa, Recopa y Copa de la UEFA.
Tras su retirada ha seguido vinculado al fútbol en su faceta de técnico: trabajó en una escuela de fútbol, en el Añorga Club de Fútbol, en la Federación Guipuzcoana de Fútbol y, finalmente, en el fútbol base de la Real Sociedad. En el año 2001, Roberto Olabe es propuesto como entrenador de la Real Sociedad. El propio Olabe cuenta con Julen Masachs y Jesús Mari Zamora como colaboradores. Los tres se hacen cargo del equipo a falta de nueve jornadas (estando en descenso) y consiguen la salvación, manteniéndose la Real Sociedad, una temporada más, en Primera División. Entre el 2002 y el 2004 fue segundo entrenador de la Real Sociedad bajo la dirección del francés Raynald Denoueix. El equipo obtuvo el subcampeonato de la Liga durante la temporada 2002-2003. 
En 2005 formó parte de la candidatura que aupó a la presidencia del club a Miguel Fuentes Azpiroz. Durante dos años fue miembro del consejo de administración de la Real Sociedad siendo consejero responsable del área profesional del club, con voz pero sin voto. Zamora dimitió por decisión propia tras terminar la temporada, en junio de 2007, y descender el equipo a Segunda División.

### Partidos internacionales
Jesús Mari Zamora debutó con la selección española el 21 de diciembre de 1978 en un partido amistoso que España perdió contra Italia. Fue un habitual con la selección española en los siguientes años (1979-1982). Fueron años de intensa preparación para el Mundial de España y en los que también se disputó la Eurocopa de fútbol 1980. Durante ese periodo Zamora fue uno de los puntales de la selección disputando un total de 30 partidos y marcando 3 goles.
Durante el Mundial de España en 1982, jugó 4 partidos y marcó un soberbio gol de cabeza al portero Harold Schumacher de Alemania en partido de la segunda fase de dicha copa del mundo, considerado uno de los goles más bellos del torneo. Después del Mundial de 1982 fue llamado por el nuevo seleccionador, Miguel Muñoz, para una nueva convocatoria, pero debido a una lesión importante de rodilla no pudo participar más en la selección aunque sí con la Real Sociedad. Marcó el gol número 500 de la selección española. 
Fue uno de los pocos jugadores, en aquellos años, junto con José Antonio Camacho, Luis Arconada y Rafael Gordillo que participó en la selección europea de los años 80.
También disputó partidos amistosos con la selección de fútbol de Euskadi.

## Clubes
| Club             | País   | Año       |
| ---------------- | ------ | --------- |
| San Sebastián CF | España | 1973-1974 |
| Real Sociedad    | España | 1974-1989 |

## Títulos

### Campeonatos nacionales
| Título       | Club          | País   | Año  |
| ------------ | ------------- | ------ | ---- |
| Liga         | Real Sociedad | España | 1981 |
| Liga         | Real Sociedad | España | 1982 |
| Supercopa    | Real Sociedad | España | 1982 |
| Copa del Rey | Real Sociedad | España | 1987 |

## Participaciones en Copas del Mundo
| Mundial                        | Selección | Resultado    |
| ------------------------------ | --------- | ------------ |
| Copa Mundial de Fútbol de 1982 | España    | Segunda fase |